# ابلانکورت
ابلانکورت (به فرانسوی: Ablancourt) یک کامین در فرانسه است که در Canton of Vitry-le-François-Est واقع شده‌است.

## خصوصیات
ابلانکورت ۷٫۰۷ کیلومترمربع مساحت و ۱۵۲ نفر جمعیت دارد و ۹۲ متر بالاتر از سطح دریا واقع شده‌است.